# Мурованка (Груєцький повіт)
Мурованка (пол. Murowanka) — село в Польщі, у гміні Варка Груєцького повіту Мазовецького воєводства.
Населення — 131 особа (2011).
У 1975-1998 роках село належало до Радомського воєводства.

## Демографія
Демографічна структура станом на 31 березня 2011 року:
|          | Загалом | Допрацездатний вік | Працездатний вік | Постпрацездатний вік |
| -------- | ------- | ------------------ | ---------------- | -------------------- |
| Чоловіки | 72      | 14                 | 49               | 9                    |
| Жінки    | 59      | 8                  | 32               | 19                   |
| Разом    | 131     | 22                 | 81               | 28                   |